# SCSI Pass Through Direct
SCSI Pass Through Direct (SPTD) é um driver de dispositivo proprietário e uma interface de programação de aplicação (API) desenvolvido pela Duplex Secure Ltda. que fornece um novo método de acesso a dispositivos de armazenamento SCSI. O SPTD API não é aberto ao público.

## Usos
O SPTD (SCSI Pass Through Direct) é usado pelos softwares Daemon Tools e Alcohol 120%. Também é utilizado pelo PowerArchiver Pro 2010 (v11.60+); no entanto, uma opção configurável está disponível para desativá-lo.ConeXware, Inc. (criador do PowerArchiver) afirma que em seus testes internos, o SPTD melhorou o desempenho do disco óptico até 20 por cento em comparação com a "velha escola", SCSI Pass Through Interface.

## Leia mais
1. «SCSI Port I/O Control Codes». Microsoft Developer Network. Microsoft Corporation. 3 de maio de 2011. Consultado em 30 de maio de 2011
2. «SCSI Pass Through Interface». Microsoft Developer Network. Microsoft Corporation. 3 de maio de 2011. Consultado em 30 de maio de 2011. Arquivado do original em 22 de outubro de 2012